# ناگائو تامه‌کاگه
ناگائو تامه‌کاگه (به ژاپنی: 長尾為景 Nagao Tamekage); ۱ ژانویهٔ ۱۴۸۹ – ۲۹ ژانویهٔ ۱۵۴۳) سامورایی اهل ژاپن بود. وی بیشتر به علت اینکه پدر اصلی اوئه‌سوگی کنشین (ناگائو کاگه‌تورا) بوده‌است شناخته می‌شود. کنشین سپس به فرزندخواندگی خاندان اوئه‌سوگی درآمد.